# Georges-Kévin N'Koudou
Georges-Kévin N'Koudou, född 13 februari 1995 i Versailles, är en fransk-kamerunsk fotbollsspelare som spelar för Damac.

## Klubbkarriär

### Nantes
N'Koudou debuterade för Nantes i Ligue 1 den 10 augusti 2013 mot Bastia, där han byttes in i den 89:e minuten mot Serge Gakpé.

### Marseille
I juni 2015 värvades N'Koudou av Marseille. Hans prestationer under säsongen 2015/2016 ledde till att han placerade sig på en 30:e plats i Uefas rankning av säsongens bästa spelare i Europa.

### Tottenham Hotspur
Den 31 augusti 2016 anslöt N'Koudou till Tottenham Hotspur för en rapporterad övergångssumma på 11 miljoner pund. I januari 2018 lånades N'Koudou ut till Burnley över resten av säsongen 2017/2018. Den 31 januari 2019 lånades N'Koudou ut till AS Monaco på ett låneavtal över resten av säsongen 2018/2019.

### Beşiktaş
Den 22 augusti 2019 värvades N'Koudou av Beşiktaş, där han skrev på ett fyraårskontrakt.

### Damac
Den 15 augusti 2023 värvades N'Koudou av saudiska Damac.

## Landslagskarriär
I november 2022 blev N'Koudou uttagen i Kameruns trupp till VM 2022.